# Céréale entière
Une céréale entière est un grain de céréale ou de pseudo-céréale qui contient l'endosperme, le germe et le son, par opposition aux céréales raffinées, qui conservent seulement l'endosperme,,.
Dans le cadre d'un régime alimentaire sain, la consommation de grains entiers est associée à un risque moindre concernant plusieurs maladies. Les grains entiers sont une source de glucides, de multiples nutriments et de fibres alimentaires,,. Les protéines de céréales sont de faible qualité en raison d'insuffisance en acides aminés essentiels, principalement la lysine,. En revanche, les protéines des pseudo-céréales ont une valeur nutritionnelle élevée,.
Dans une petite partie de la population générale, le gluten - protéines présentes dans le blé et les céréales apparentées - peut déclencher la maladie cœliaque, une sensibilité au gluten non cœliaque, une ataxie au gluten et une dermatite herpétiforme.

## Variétés

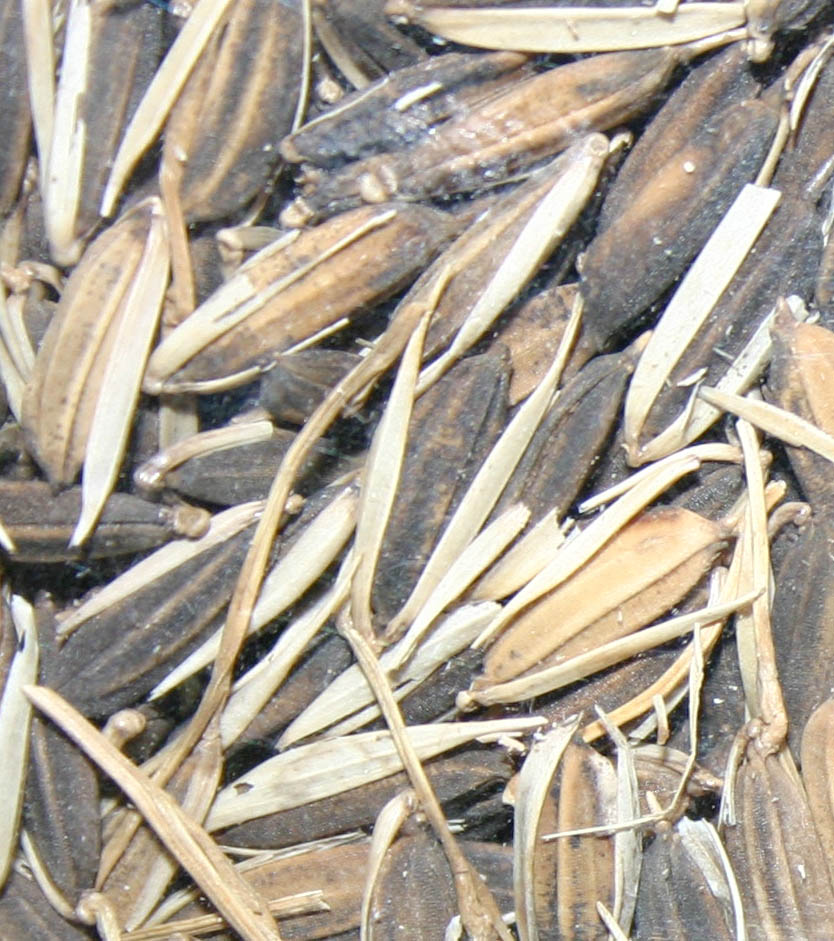
Riz africain dans son enveloppe non comestible (semences de riz)

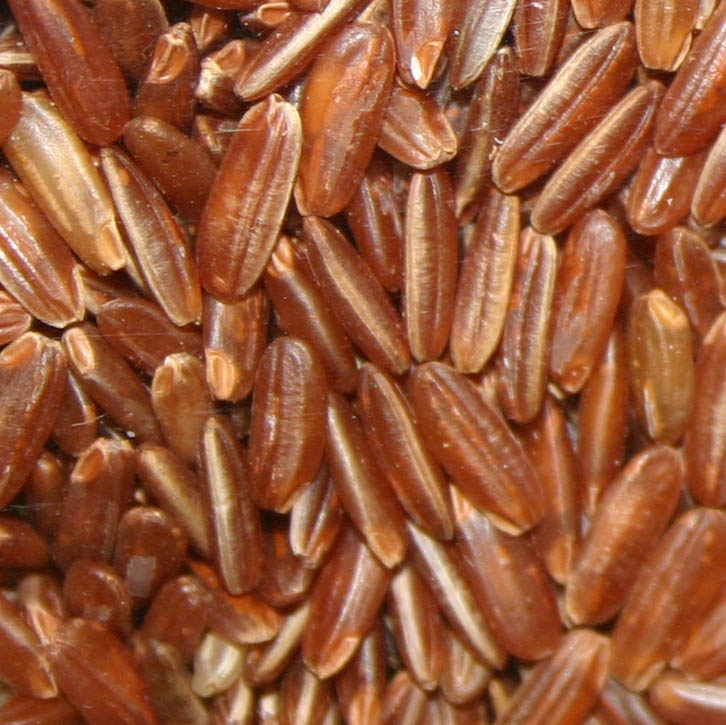
Le même riz, décortiqué (riz à grains entiers, la couleur varie selon la variété)

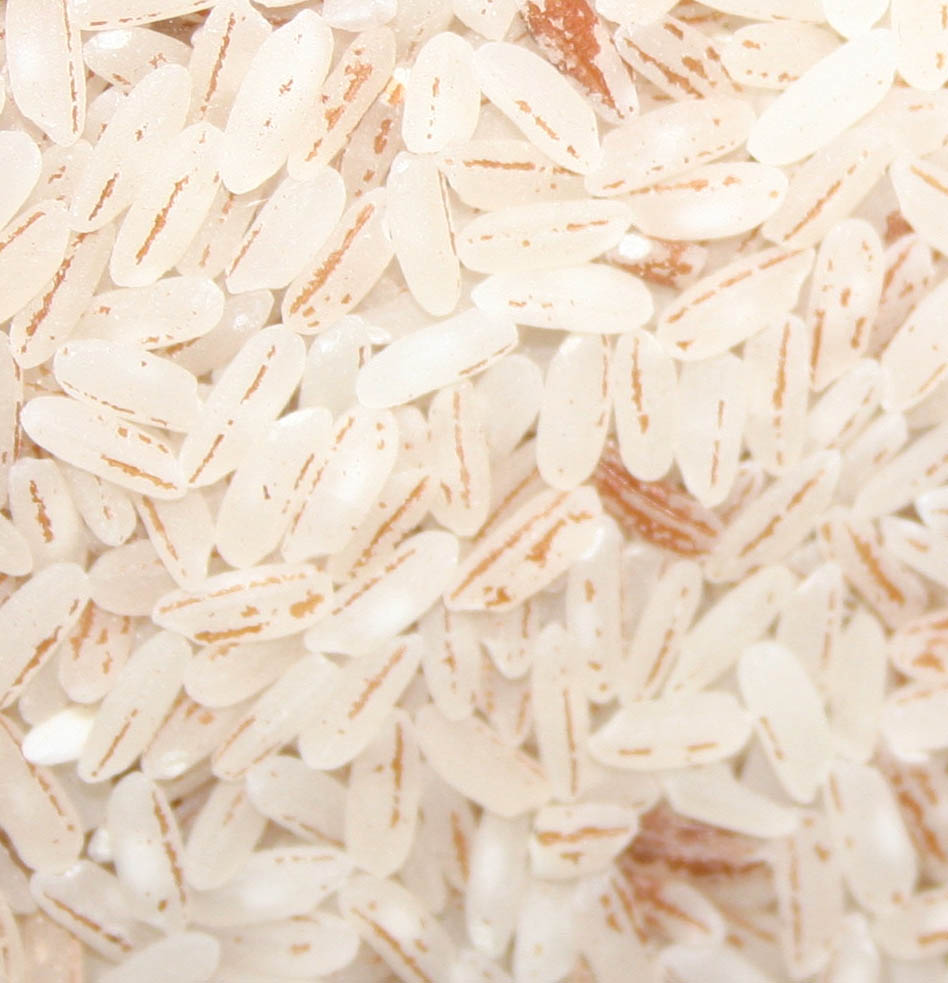
Le même riz, avec presque tout le son et le germe enlevés pour faire du riz blanc

Les sources de grains entiers comprennent, : 

### Céréales
- Blé (épeautre, emmer, engrain, blé hérisson, kamut, blé dur)
- Riz (variétés de riz noir, rouge et d'autres couleurs mais pas le riz blanc qui est du riz sans le son)
- Orge (mondé mais pas perlé)
- Maïs
- Seigle
- Avoine (y compris l'avoine nue)

### Céréales mineures
- Mils dont 
  - Fonio
  - Sorgho
  - fonio noir
  - millet commun
  - millets asiatiques
  - Teff
- Triticale
- L'herbe des Canaries (alpiste)
- Larmes du travail
- Riz sauvage (zizanie)

### Pseudo-céréales
- Amarante
- Sarrasin, sarrasin de Tartarie
- quinoa
- chia

### Cinq céréales
L'appellation au début du XXe siècle de farine aux "cinq céréales" fait référence aux cinq céréales connues dès l'Antiquité dans le Bassin Méditerranéen : blé, orge, avoine, seigle, épeautre, selon une répartition variable.
Un interdit porte sur l'utilisation de la fermentation (Hametz) de ces céréales pendant Pessa'h, la Pâques juive.
Mais l'expression est parfois utilisée alors que la farine de riz remplace celle de l'épeautre.

## Effets sur la santé
Les grains entiers sont une source de multiples nutriments et fibres alimentaires, recommandés aux enfants et aux adultes en plusieurs portions quotidiennes d'aliments riches en grains entiers,,.
En fournissant une teneur élevée en fibres alimentaires, dans le cadre d'un régime général sain, la consommation de grains entiers est associée à un risque moindre concernant plusieurs maladies, y compris les maladies coronariennes, les accidents vasculaires cérébraux, le cancer et le diabète de type 2, avec une mortalité toutes causes confondue plus basse,,. Une consommation régulière de grains entiers réduit les niveaux de LDL et de triglycérides, ce qui contribue à une réduction globale de 26 % des facteurs de risque de maladie coronarienne. De plus, la consommation de grains entiers est inversement liée à l'hypertension, au diabète et à l'obésité par rapport aux grains raffinés, qui sont tous des indicateurs négatifs de la santé cardiovasculaire totale,.
En tant que composants des céréales de petit-déjeuner, les grains entiers sont associés à un meilleur apport en micronutriments et à un risque moindre de plusieurs maladies. Leurs effets sur la santé gastro-intestinale, le risque d'obésité et la cognition doivent être évalués.
Garder les grains aussi proches que possible de leur forme naturelle ralentit ou empêche la digestion de l'amidon, et une digestion plus lente est responsable de la prévention des pics de glycémie (avec le temps, des pics de glycémie peuvent conduire à une résistance à l'insuline).
Les protéines de céréales sont de qualité médiocre, en raison d'insuffisance en acides aminés essentiels, principalement en lysine,. La supplémentation des céréales avec des protéines d’autres sources alimentaires (principalement des légumineuses) est couramment utilisée pour compenser cette insuffisance. Si un seul acide aminé est en quantité trop faible, il entraîne le gaspillage des autres dans les synthèses protéiques, ce qui est particulièrement important pendant la période de croissance. En revanche, les protéines des pseudo-céréales ont une valeur nutritionnelle élevée, proche de celles de la caséine (principale protéine du lait). Le quinoa et l'amarante sont les grains les plus nutritifs en raison de leur teneur élevée en protéines et de la qualité de ces dernières, ainsi que de leurs niveaux élevés de lysine et d'autres acides aminés essentiels,. Les céréales mineures qui comportent un gluten différent et les pseudo-céréales sont une bonne alternative aux céréales contenant du gluten pour les personnes qui doivent suivre un régime sans gluten.
Aux États-Unis, les produits alimentaires contenant des grains entiers en quantités spécifiées peuvent faire l’objet d’une allégation santé aux fins de commercialisation : « Les régimes pauvres en matières grasses et riches en produits céréaliers, fruits et légumes contenant des fibres peuvent réduire le risque de certains types de cancer, une maladie associée à de nombreux facteurs "et" les régimes pauvres en graisses saturées et en cholestérol et riches en fruits, légumes et produits céréaliers contenant certains types de fibres alimentaires, en particulier les fibres solubles, peuvent réduire le risque de maladie cardiaque, maladie associée à de nombreux facteurs »,.
L’avis scientifique de l’Autorité européenne de sécurité des aliments (EFSA) sur les allégations de santé concernant la santé intestinale et la fonction intestinale, le contrôle du poids, les taux de glucose et d'insuline dans le sang, la gestion du poids, le cholestérol sanguin, la satiété, l’indice glycémique, la fonction digestive et la santé cardiovasculaire est « que le constituant de l'aliment, grains entiers, (...) n'est pas suffisamment caractérisé par rapport aux effets allégués sur la santé "et" qu'un lien de cause à effet ne peut être établi entre la consommation de grains entiers et les effets allégués considérés dans le présent avis. »,.

### Préoccupations
Chez les personnes susceptibles génétiquement, le gluten (protéines se trouvant dans le blé, orge, seigle, avoine, et espèces apparentées ou hybrides) peut déclencher la maladie cœliaque. La maladie cœliaque affecte environ 1 % de la population générale dans les pays développés,. Il est indéniable que la plupart des cas sont sous-diagnostiqués ou traités insuffisamment. Le seul traitement efficace connu est un régime sans gluten strict et durant toute la vie.
Bien que la maladie cœliaque soit provoquée par une réaction aux protéines du blé, ce n’est pas la même chose qu’une allergie au blé,. D'autres maladies en relation avec l'ingestion de gluten sont la sensibilité non-cœliaque au gluten, (on estime qu'elle affecte 0,5 % à 13 % de la population générale), l'ataxie au gluten et la dermatite herpétiforme.

## Réglementation
Aux États-Unis, les produits à base de céréales complètes peuvent être identifiés à l'aide de la liste des ingrédients. La "farine de blé" (par opposition à la "farine de blé entier") en tant que premier ingrédient n'est pas un indicateur clair de la teneur en céréales complètes du produit. Si deux ingrédients sont répertoriés comme produits céréaliers mais que seul le second est répertorié comme grain entier, le produit entier peut contenir entre 1 % et 49 % de grains entiers. De nombreux pains sont colorés en brun (souvent avec de la mélasse ou du caramel) et ont l'apparence de grains entiers lorsqu'ils ne contiennent pas. En outre, certains fabricants de produits alimentaires fabriquent des aliments avec des ingrédients à base de céréales complètes, mais comme ces ingrédients ne sont pas l’ingrédient principal, ils ne sont pas des produits à base de céréales complètes. Contrairement à la croyance populaire, la présence de grains entiers ne préjuge pas de la teneur  fibre. La quantité de fibres varie d’un grain à l’autre, et certains produits peuvent contenir du son, des pois ou d’autres aliments ajoutés pour renforcer le contenu en fibres.
Au Canada, il est légal de faire de la publicité pour tout produit alimentaire en tant que "blé entier" avec jusqu'à 70 % du germe enlevé. Bien que le produit résultant contienne davantage de fibres dans les informations nutritionnelles, il ne contient pas le contenu nutritionnel trouvé dans le germe de blé. Les consommateurs canadiens peuvent être certains des produits à base de grains entiers grâce à une étiquette mentionnant 100 % de blé entier.
De même que l'on distingue les céréales entières et raffinées, on fait la distinction entre l'ensemble des légumineuses (pois, haricots et légumes apparentés) et le dal raffiné (une préparation indienne à base de légumineuses ou un épais ragoût préparé à partir de celles-ci). [Information douteuse][réf. nécessaire]
À partir de la définition de l'AACC (American Association of Cereal Chemists) : « On appelle grains entiers les caryopses intacts, moulus, concassés ou en flocons dont les principales composantes anatomiques (l’albumen amylacé, le germe et le son) sont présentes dans les mêmes proportions relatives que dans les caryopses intacts. ».

### Normes U.S.
Les noms suivants désignent les produits de grains entiers, en accord avec le gouvernement fédéral,,: 
- « Pain de blé entier »
- « Millet entier »
- « Petits pains de blé entier »
- « Macaronis de blé entier »
- « Spaghetti de blé entier »
- « Vermicelles de blé entier »
- « Blé concassé » (en tant qu'ingrédient, ne fait pas partie d'un nom, comme dans « pain de blé concassé »)
- « Blé concassé »
- « Farine de blé entier »
- « Farine Graham » (en tant qu'ingrédient, pas dans le nom, comme dans « biscuits Graham »)
- « Farine de blé entière »
- « Farine de blé entier bromée »
- « Farine de blé dur entière »
- « Bulgur (blé concassé) » (notez que « bulgur » en soi peut ou non indiquer le grain entier, et que « blé concassé » n'est pas synonyme de bulgur)

### Normes canadiennes d'identité
Il existe de nombreux grains tels que des céréales (blé, riz, avoine, orge, maïs, riz sauvage et seigle) ainsi que des pseudo-céréales (par exemple du quinoa et du sarrasin) pouvant être étiquetés grains entiers.
Lorsque le blé est moulu pour fabriquer de la farine, les parties du grain sont généralement séparées, puis recombinées pour former des types de farine spécifiques, telles que la farine de blé entier, la farine de céréales entières, la farine pour gâteaux et pâtes blanches et la farine blanche tout usage. Si toutes les parties du grain sont utilisées dans les mêmes proportions relatives que dans le grain d'origine, la farine est considérée comme un grain entier.
En vertu du Règlement sur les aliments et médicaments, jusqu'à 5 % du grain peut être enlevé pour aider à réduire le rancissement et à prolonger la durée de conservation de la farine de blé entier. La partie du grain qui est retirée à cette fin contient une grande partie du germe et une partie du son. Si cette partie  a été retirée, la farine ne serait plus considérée comme un grain entier.

### Règlements britanniques
Au Royaume-Uni, le terme légalement protégé est « blé entier ». Il existe des directives volontaires sur ce qui peut être qualifié de produit à base de céréales complètes.

## Voir également
- Grains anciens
- Alkylrésorcines
- Moulin Unifine
- Grain de blé
- Aliments complets